# Campeonato Nacional de Fútbol de Cuba 1992
Il campionato cubano di calcio (Campeonato Nacional de Fútbol de Cuba) di Prima Divisione 1992 è la Iª edizione del torneo col sistema a doppia finale e la 78ª totale.